# Асемическое письмо

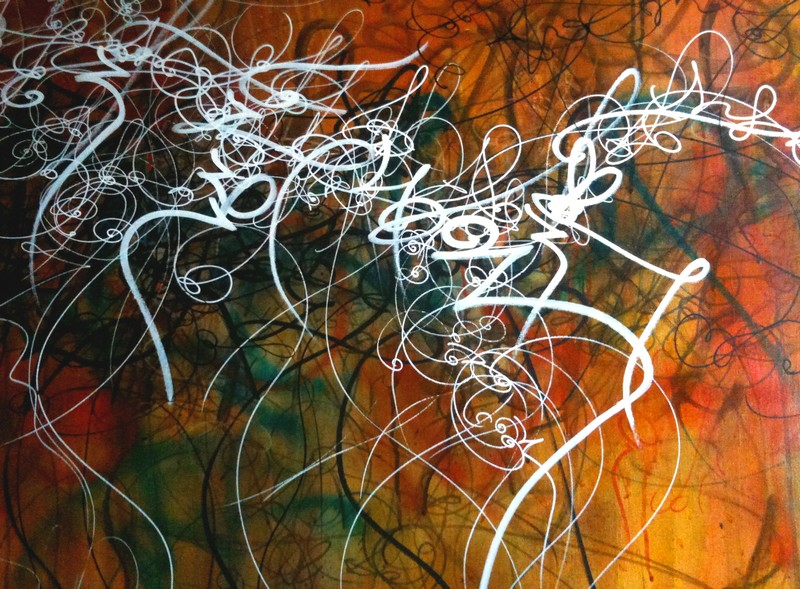
Каллиграфия работы Нуно де Матос.

Асемическое письмо — семантический тип письма, не подразумевающий употребление слов. Понятие асемии происходит из психопатологии и означает неспособность понимать любые символы или знаки (в российской медицинской симптомологии асемия не закреплена и подменяется более узким понятием афазии — потери способности к чтению). В широком смысле, «асемический», значит — «лишенный специфического семантического содержания (содержимого)».

## Теория асемического письма
К асемическому письму могут быть отнесены любые нечитаемые записи, авторские системы письменности (коды, «шифровки»), примитивные проявления способности писать (наскальная живопись, каракули, детские рисунки и т. д.). В настоящее время формируется тенденция понимания асемического письма не в качестве предлитературного подражания письменности, а в качестве постлитературного способа выражения.
В некоторых случаях в асемическое письмо включаются пиктограммы и идеограммы, начертание которых намекает на их содержание.
Асемическое письмо не может быть воспроизведено вербально. Форма асемического письма приближается к «книжному» тексту, однако это сходство во многом мнимое. Асемическое письмо каллиграфично и его смысл определяется восприятием и интуицией читателя, в отличие от читабельного текста, воспринимаемого посредством соотнесения со стереотипными формами.
Случаи асемии часто встречаются в произведениях авангардных художников (от футуристов до наших дней), наследуя обширные традиции каллиграфии и примитивного письма.

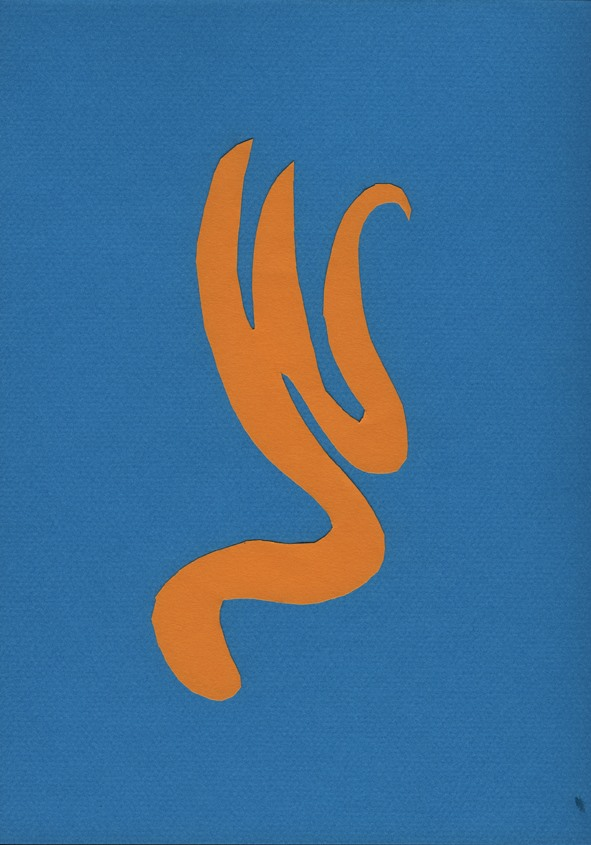
Нина Миндадзе, «Без названия», 2001 г., бумага, аппликация, 20x30 см.

## Асемическое письмо в России и на постсоветском пространстве
Виктор Николаев, российско-германский художник, с начала 90-х работающий в стиле «абстрактной каллиграфии», Нина Миндадзе, в начале 2000-х сделавшая большую серию асемических работ, попавших в международные каталоги, в том числе в виртуальную галерею асемического искусства «The New Post-Literate» "  Известна также группа «Бункер», основатель которой Григор Микаэлян, с группой художников-нонконформистов создавал свою асемическую каллиграфию ещё до распада Советского Союза. Из западных визуальных артистов в России относительно известны асемические художники Майкл Джейкобсон, Тим Гейз, Дэвид Широ, Валерий Шерстяной, Аманда Стюарт, работы которых опубликованы в журналах «Слова» и «Другое полушарие». В последнее время, однако, асемическое письмо часто встречается в визуальном творчестве русских художников и поэтов — Светы Литвак, Эдуарда Кулемина, Евгения В. Харитонова, живущей в Англии Елены Поповой.
В Белоруссии несколько проектов с асемическим письмом можно найти у поэтов — Юлия Ильющенко и Екатерины Самигулиной.
Первая выставка асемического письма в России прошла с 17 апреля по 1 мая 2010 года в г. Смоленске (кураторы — Глеб Коломиец, Инна Кириллова). В экспозицию вошли работы 19 художников из восьми стран: Тима Гейза (Австралия), Рида Альтемуса (США), Джима Лефтвича (США), Жана-Кристофа Жакоттино (Франция), Дианы Магаллон (Мексика), Сату Кайкконен (Финляндия) и др. На «Первой международной выставке абстрактной каллиграфии» (куратор — Алексей Мелёшкин) прошедшей в 2016 году в Зверевском центре современного искусства, были представлены работы Виктора Николаева (Германия), Григора Микаэляна (США), Нины Миндадзе, Хиссаши Ямамото (Япония), Алисии Ларссон (Швеция), Алеся Фалея (Белоруссия). В пространстве выставки проходили эксперименты по трансформации поэтического слова в абстрактный визуальный образ с участием поэтов Светы Литвак, Николая Байтова, Андрея Чемоданова и других .